# 維尼齊亞河
維尼齊亞河（烏克蘭語：Війниця），是烏克蘭的河流，位於該國西北部沃倫州，屬於盧加-斯維諾里卡河的右支流，發源自維尼齊亞以北，河道全長10公里，流域面積51平方公里。